# Burguillos
Burguillos er en by og kommune i det sydlige Spanien i provinsen Sevilla. Den har et indbyggertal på 7.327 (2024) indbyggere.